# Heureux Anniversaire
Heureux Anniversaire és un curtmetratge de Pierre Etaix estrenada el 1961. Oscar al millor curtmetratge de ficció 1962.

## Argument
Una jove dona prepara la taula per celebrar el seu aniversari de matrimoni. El marit es troba encallat en els embussos parisencs. Les aturades per a les últimes compres no fan més que retardar-ho més.

## Repartiment
- Georges Loriot
- Nono Zammit
- Lucien Frégis
- Ican Paillaud
- Robert Blome
- Laurence Lignières		...	La dona
- Pierre Étaix		...	El marit

## Producció
Heureux Anniversaire  es va rodar a París. Va ser el segon curt de Pierre Étaix. Com el primer, Rupture, també Heureux Anniversaire va sobre les hores punta a París. La pel·lícula es va estrenar el 1962 i el mateix any es va presentar al festival de curtmetratges d'Oberhausen.

## Premis
- Oscar al millor curtmetratge 1963 per Pierre Étaix i Jean-Claude Carrière
- BAFTA al millor curtmetratge 1964